# Jörg Immendorff
Jörg Immendorff (14. juni 1945 – 28. maj 2007) var en tysk billedkunstner, der blev kendt som en af sin tids mest markante tyske malere.
Som studerende på kunstakademiet i Düsseldorf i 1960'erne var Immendorff aktiv i studenteroprøret, og det endte med hans bortvisning. Derpå arbejdede han i flere år som skolelærer i formning samtidig med, at han fik gang i sin egen kunstneriske karriere. Han genoptog historiske motiver i sine værker og gav på den måde udtryk for sine politiske holdninger. Blandt hans mest kendte værker er 16 store malerier med fællesbetegnelsen Café Deutschland påbegyndt i 1977. På disse optrådte blandt andet venner og kendte personer i forskellige roller, og billederne symboliserer den tyske historie og det delte Tyskland.
Sammen med blandt andet A. R. Penck fra Østtyskland blev Immendorff eksponent for Junge Wilde i Tyskland (svarende til De Unge Vilde i Danmark), og deres ekspressive kunst blev en inspiration for en tilsvarende dansk bevægelse. Immendorff var flere gange i Danmark, og Lars Nørgård har malet ham sammen med flere andre kunstnere i et gruppeportræt fra 1985, som kan ses på Vestsjællands Kunstmuseum.
Ud over malerierne skabte Immendorff også scenografier til blandt andet Salzburger Festspiel. Samspillet med scenekunsten har han også foretaget i modsat retning, idet han skabte en billedserie over Igor Stravinskys opera The Rake's Progress som igen var inspireret af William Hogarths satiriske billedserie fra 1730'erne.
Immendorff var det meste af sit liv i stand til at skabe opmærksomhed om sig på flere forskellige måder. Hans kunstneriske virke gav ham i 1996 et professorat på det kunstakademi, der 30 år før havde smidt ham ud som studerende. På den private front giftede han sig i 2002 med en 30 år yngre tidligere studerende, som han fik et barn med. Endelig skabte han skandale ved at blive taget i et orgie med prostituerede og kokain i 2003 på et hotelværelse. Han fik dog en mild dom for dette og en række tidligere lignende orgier, som han erkendte sin deltagelse i, og det skyldtes blandt andet, at han på det tidspunkt var stærkt mærket af sygdommen ALS, der efterhånden lammede ham.
I Danmark er han repræsenteret på Louisiana og Museet for Samtidskunst i Roskilde.

## Galleri
- Affenplastik, 2002, Skulptur med Joseph Beuys.
- Bremen
- Düsseldorf
- Hans Albers Hamborg.
- Elbquelle af Jörg Immendorff  i Riesa 1999.